# Keith Moon

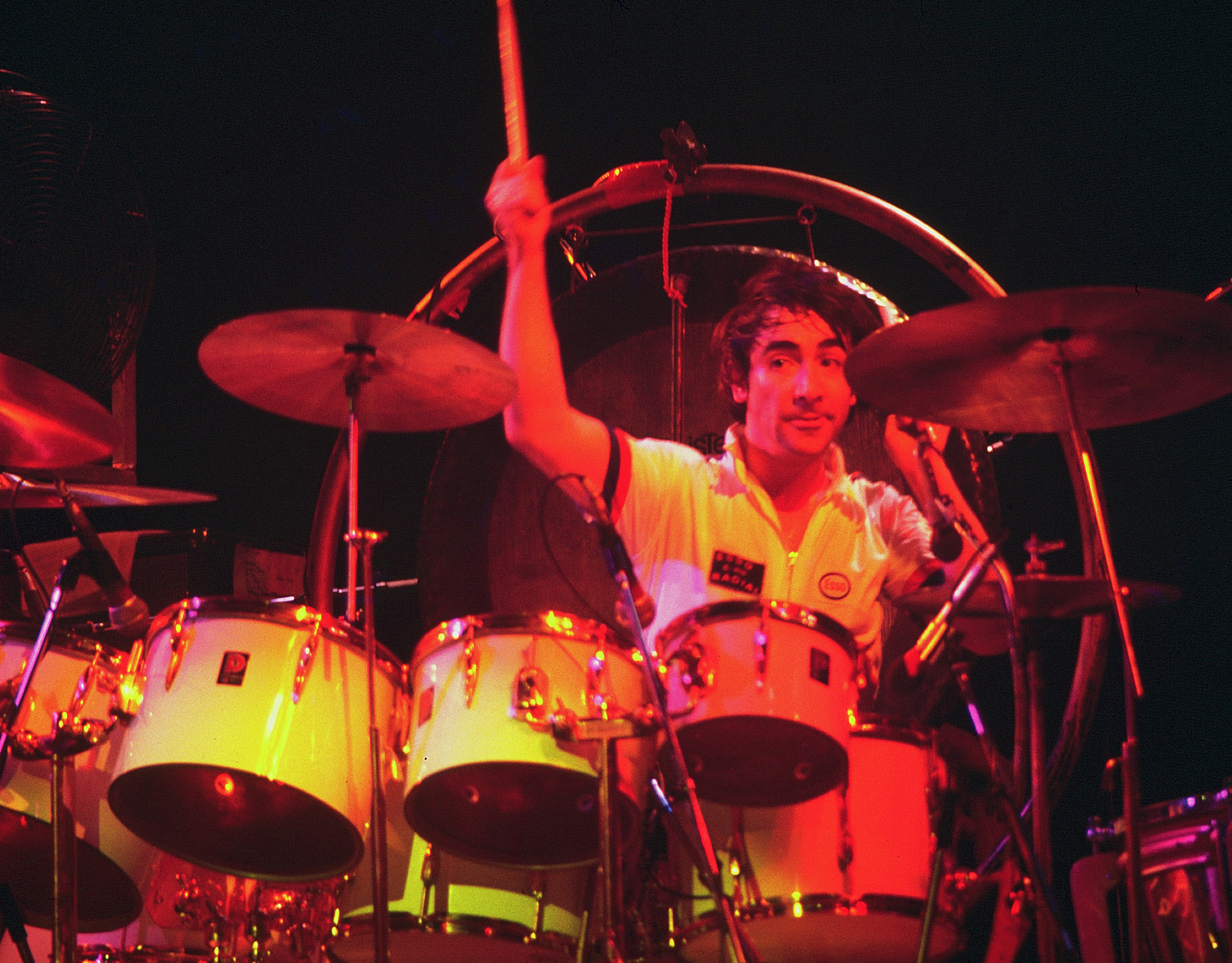
Keith Moon bei einem Konzert 1975

Keith John Moon (* 23. August 1946 in London; † 7. September 1978 in Mayfair, London) war ein britischer Musiker, der bis zu seinem Tod Schlagzeuger der Rockgruppe The Who war. Er zählte mit seinem äußerst dynamischen, schnellen Spiel und seinem exaltierten Auftreten zu den auffälligsten Schlagzeugern seiner Zeit.

## Karriere
Keith Moon begann als Fünfzehnjähriger, Schlagzeug zu spielen, angeregt von Fernsehauftritten extrovertierter Big-Band-Drummer und vom Kinofilm Drum Crazy mit dem populären US-amerikanischen Jazz-Drummer Gene Krupa. In Carlo Little, der als Schlagzeuger mit Londoner Szenegrößen wie Screaming Lord Sutch und Alexis Korner zusammen spielte und in Moons Nachbarschaft wohnte, fand er seinen ersten und einzigen Lehrer. Moon wirkte zunächst in einigen Schülergruppen mit, bevor er 1963 der semiprofessionellen Coverband The Beachcombers beitrat. Zur Rockgruppe The Who stieß Keith Moon im Frühjahr 1964, nachdem der wesentlich ältere Schlagzeuger Doug Sandom die Gruppe auf Druck des Gitarristen Pete Townshend verlassen musste. Zu Beginn der Karriere der Who entwickelte Keith Moon zusammen mit Townshend „rituelle Zerstörungsorgien“ zum Abschluss ihrer Auftritte zur Steigerung der Publicity. Obwohl er weder als Komponist noch als Sänger bei The Who nennenswert in Erscheinung trat, war Moon aufgrund seines exaltierten und showmäßigen Stils ein wichtiger Bestandteil der Gruppe. Im Gegensatz zu den herkömmlichen Schlagzeugern der Beat-Ära bildete Moon nicht nur ein rhythmisches Fundament, sondern führte das Schlagzeug als Solo-Instrument in die Rockszene ein.
Ähnlich wie der Schlagzeuger der Beatles Ringo Starr galt Moon als Witzbold der Gruppe, wenn er auch wesentlich wildere Auftritte und einen exzessiveren Lebenswandel zeigte: Wie der Schlagzeuger der R&B-Gruppe The Pretty Things, Viv Prince, fiel er durch starken Drogen- und Alkoholkonsum auf und zerstörte nach fast jedem wichtigen Auftritt sein Schlagzeug sowie diverse Hotel- und Wohnungseinrichtungen – und zwar lange bevor dies zum Verhaltensstandard aufstrebender Rockstars wurde. So bekam er seinen Spitznamen Moon the Loon (loon kurz für lunatic: „Moon, der Irre“).
Keith Moon starb 1978 an einer Überdosis des ihm verordneten Beruhigungsmittels Clomethiazol („Distraneurin“), das er einnahm, um von seiner Alkoholsucht loszukommen. Er wurde im Golders Green Crematorium, dem ältesten Krematorium in London, eingeäschert und seine Asche dort anonym beigesetzt.
Der Musiker war von 1966 bis 1973 mit dem Model Kim Kerrigan (1948–2006) verheiratet und hat mit ihr eine Tochter, Amanda Jane (* 12. Juli 1966). Sein Nachfolger bei The Who war Kenney Jones (vormals bei Small Faces und Faces).
2004 wurde Moon postum vom britischen Musikmagazin Q zum „größten Rowdy der Rockmusik“ gewählt. Er verwies Prince, Marilyn Manson und Elvis Presley auf die Plätze. Der Rolling Stone platzierte Moon 2016 auf Rang zwei der „100 größten Schlagzeuger aller Zeiten“ (hinter John Bonham von Led Zeppelin).

## Moons Schlagzeug
Bemerkenswert ist, dass Keith Moon in seinem Schlagzeugspiel fast völlig ohne die übliche Hi-Hat auskam. Die energisch durchgeschlagene Doppel-Fußtrommel (Doublebass) wurde zu seinem Markenzeichen.

## Solowerk
- 1975: Two Sides of the Moon